# Marit van der Lei
Marit van der Lei (1994, Eibergen) is een Nederlandse vocalist, componist en bandleider. Ze is actief in de genres jazz en geïmproviseerde muziek.

## Biografie

### Opleiding
Marit rondde haar bachelor in 2016 af aan het Utrechts Conservatorium. Haar master volgde ze aan het Koninklijk Conservatorium in Den Haag. Beide opleidingen rondde ze af met een 9 met onderscheiding.

### Marit van der Lei Nextet
Opgericht in 2015 aan het einde van haar Bachelor. Het idee van de Nextet kwam voort uit haar intrige met blazersecties. Het Nextet bestaat naast Marit uit:
- Kika Sprangers op altsax
- Jesse Schilderink op tenorsax
- Willem Romers op drums
- Marre de Graaff op basgitaar
- Federico Castelli op gitaar

### Vaste bezettingen
Naast haar eigen band speelt Marit in verschillende andere vaste bezettingen. Zo zingt ze in het "Kika Sprangers Large Ensemble", en zingt ze met collega's Sanne Rambags en Anna Serierse in de vocal impro-groep "Free the Voices". Ook werkt ze samen met dansgezelschap te Stilte, waarbij ze zingt in de voorstellingen "De Ontspoking", muzikaal geleid door Martin Fondse, en "Do-Re-Mi-Ka-Do".

### Muziekatelier Baarn
Samen met bassist Marre de Graaff (Baarn, 1987) is Marit actief als docent bij Muziekatelier Baarn.

### Awards en onderscheidingen

#### Keep an Eye - the records (2014)[2]
In 2014 werd Marit bekendgemaakt als "winner of the records 2014" in Amsterdam Blue Note.

#### Conservatorium Talent Award (2020)[3]
In 2020 werd Marit door het Koninklijk Conservatorium afgevaardigd naar de finale van de Conservatorium Talent Award 2020. Hoewel ze niet won kreeg ze wel een eervolle vermelding. Het juryrapport vermeldde "Marit maakte grote indruk met mooie arrangementen, met hoe je verhalen kan vertellen in muziek en met een unieke benadering van het materiaal".

## Discografie

#### In other words (2018)
Het debuutalbum van Marit, getiteld "In other words", werd in 2018 uitgebracht. Het album bevat zes stukken geschreven door Marit zelf, en een zevende stuk wat een bewerking is van Windmill Of Your Mind van Michel Legrand.

#### Clementia (2023)
Na een succesvolle crowdfunding via het platform Voordekunst.nl volgt het tweede album van Marit, getiteld "Clementia". Dit nieuwe album is een pleidooi voor mildheid. Met het album hoopt Van der Lei te verzachten zodat we weer meer beschouwend kunnen zijn, zonder in radicale oordelen te vervallen.